# Yamada Akiyoshi
Yamada Akiyoshi est un nom japonais traditionnel ; le nom de famille (ou le nom d'école), Yamada, précède donc le prénom (ou le nom d'artiste).
Le comte Yamada Akiyoshi (山田 顕義) (18 novembre 1844 - 11 novembre 1892) est un homme politique japonais de l'ère Meiji.

## Biographie
Né dans l'actuelle préfecture de Yamaguchi, Yamada est le fils d'un fonctionnaire samouraï au revenu de 102 koku de la marine du domaine de Chōshū. Après une scolarité à l'académie du domaine (la Meirinkan), où il étudie le style d'épée Yagyū Shinkage-ryū, il rejoint la Shoka Sōnjuku de Yoshida Shōin en juin 1857. Il est dans le cortège de Mori Motonori à Kyoto à l’automne 1862. Fervent partisan du mouvement anti-étranger Sonnō jōi, il signe avec son sang (aux côtés de Takasugi Shinsaku, Kusaka Genzui, Itō Hirobumi, Inoue Kaoru, Shinagawa Yajirō) une pétition pour chasser les étrangers du Japon. Après que les forces de Chōshū aient été repoussées de Kyoto par des partisans du mouvement kōbu gattai, il est exilé avec Sanjō Sanetomi. Durant cette période, il étudie la science militaire occidentale auprès d'Ōmura Masujirō. Il a vite l'opportunité de mettre en place ces pratiques durant la rébellion des portes Hamaguri, le bombardement de Shimonoseki, et la seconde expédition de Chōshū. Il joue ensuite un rôle majeur dans la guerre de Boshin, commandant un groupe de 700 hommes sous l'autorité du daimyo de Chōshū Mōri Takachika, commençant dès la bataille de Toba-Fushimi, et commandant également les forces navales de l'alliance Satchō dans la baie de Mutsu.
En juin 1869, Yamada est reçu en audience (avec Kuroda Kiyotaka) et nommé Hyōbu no dai-jō (officier d'État-major du ministère de l'Armée). Il devient major-général dans la nouvelle armée impériale japonaise en juillet 1871. Le 22 octobre 1871, il voyage aux États-Unis comme membre de la mission Iwakura. Visitant San Franscico, Salt Lake City, Chicago, et Washington, il se rend également à Philadelphie pour observer les chantiers navals. Il retourne ensuite au Japon en passant par Paris, Berlin, les Pays-Bas, la Belgique, Lausanne, la Bulgarie, et la Russie. Il visite également l'exposition universelle de 1873 à Vienne, retournant au Japon le 2 juin 1873. À son retour, il est nommé envoyé extraordinaire et ministre plénipotentiaire en Chine pour négocier des relations diplomatiques, cependant, Kido Takayoshi part à sa place car Yamada est appelé pour participer à la répression militaire de la rébellion de Saga puis la rébellion de Satsuma menées par des anciens samouraïs mécontents. Le 5 juillet 1874, il est nommé ministre de la Justice selon le système Daijō-kan, siège qu'il occupe le 10 septembre 1879. Il est décoré de l'ordre du Soleil levant (2e classe) en 1875, et promu lieutenant-général en novembre 1878.
L'année suivante, il est nommé sangi (conseiller) et sert comme ministre des Travaux publics (1879-1880), ministre de l'Intérieur (1881-1883) et ministre de la Justice dans les cabinets d'Itō Hirobumi, Kuroda Kiyotaka, Yamagata Aritomo et Matsukata Masayoshi (1883-1891). De plus, il aide à développer le code juridique du Japon et à établir la Koten Kokyusho (actuelle université Kokugakuin) et la Nihon Horitsu Gakko (actuelle université Nihon).
Yamada reçoit le titre de comte (hakushaku) selon le système de noblesse kazoku le 7 juillet 1884 et sert à la chambre des pairs du Japon dès sa création en 1890. Le 28 janvier 1892, il est nommé au conseil privé mais meurt en novembre de la même année à l'âge de 47 ans alors qu'il inspecte la mine d'argent d'Ikuno à Asago. Il est décoré à titre posthume de l'ordre des fleurs de Paulownia. Sa tombe se trouve au temple bouddhiste Gokoku-ji à Tokyo.